# Дас, Таракнат
Таракнат Дас (англ. Taraknath Das, бенг. তারকনাথ দাস; 15 июня 1884, Majhi Para, Британская Индия — 22 декабря 1958, Нью-Йорк, Нью-Йорк) — индийский учёный (политолог) и политик, антибританский революционер и интернационалист. Был профессором политологии в Колумбийском университете и работал во многих других американских учебных заведениях. Основатель фонда своего имени.

## Биография
Родился 15 июня 1884 года в местечке Majupara рядом с городом Kanchrapara в округе 24 парганы Западной Бенгалии. Его отец, Калимохан Дас, был писарем на центральном телеграфе в Калькутте.
Обучался в колледже Scottish Church College в Калькутте, где увлекся идеями национального патриотизма от своей старшей сестры Гириджи (англ. Girija). В Калькутте познакомился с рядом бенгальских патриотов, которые рассказали ему о национальном герое Индии — Шиваджи, участвовал в бенгальских фестивалях. Затем с некоторыми своими соратниками, борющимися за свободу Индии, уехал в 1907 году через Японию в США, чтобы оттуда помогать индийским патриотам. Для зарабатывания на жизнь работал простым рабочим на фермах. Затем устроился в лабораторию Калифорнийского университета в Беркли. Обо всех индийцах, находящихся в США, регулярно отсылались отчёты в правительство Индии для мониторинга за их деятельностью в Америке. С помощью Panduranga Khankoje, эмиссара Бала Тилака, Таракнат организовал в США Indian Independence League и основал в Ванкувере Hindustani Association.
Достаточно хорошо зная законы США, Таракнат Дас помогал своим соотечественникам, большинство из которых были неграмотными мигрантами из региона Пенджаб. В городке Millside, рядом с Нью-Уэстминстером, он основал школу-интернат для детей индийских иммигрантов, где проводились занятия по английскому языку и математике. В 1908 году он был вынужден покинуть Ванкувер и переехать в Сиэтл. В этом же году поступил в военный Норвичский университет в Нортфилде, штат Вермонт, чтобы получить военную подготовку. Пытался стать членом Вермонтской национальной гвардии, но не был зачислен из-за своих антибританских настроений. К концу 1909 года он снова вернулся в Сиэтл. В 1914 году он был принят в Калифорнийский университет уже в качестве научного сотрудника и начал писать диссертацию по международным отношениям и международному праву, позднее получив докторскую степень по политологии в Вашингтонском университете в Сиэтле. В это же время Таракнат Дас получил американское гражданство. С учёными Калифорнийского и Стэнфордского университетов им была создана ассоциация East India Association. В 1915 году он находился по научной работе в Берлине, где не забывал о проблемах Индии. Затем в 1916 году посетил Турцию, где в Константинополе выступил в защиту мусульман стран Передней Азии. В США он вернулся в июле 1916 года. Затем отправился в Японию с целью изучения японской экспансии и её влияния на мировую политику, в результате чего в 1917 году им был написан труд «Является ли Япония угрозой Азии?» («Is Japan a menace to Asia?»).
В 1924 году Таракнат Дас женился на своей давней знакомой, благотворительнице Mary Keatinge Morse, которая была одним из основателей Национальной ассоциации содействия прогрессу цветного населения и Национальной женской партии (National Woman’s Party). С ней он отправился в длительное турне по Европе, находились в Мюнхене, где основал учебное заведение India Institute, который удостаивал специальной стипендией выдающихся индийских студентов, получавших высшее образование в Германии. По возвращении в Соединенные Штаты Таракнат Дас был назначен профессором политических наук в Колумбийском университете и научным сотрудником Джорджтаунского университета. В 1935 году Таракнат вместе с женой основали фонд Taraknath Das Foundation для культурных связей между США и странами Азии.
Таракнат Дас тяжело переживал Раздел Индии в 1947 году и последовавшие после этого политические изменения в регионе. После сорока лет изгнания, он приехал в 1952 году на родину, в качестве приглашенного профессора фонда Watumull Foundation. Активно участвовал в различных политических мероприятиях, в частности, 9 сентября 1952 года председательствовал на собрании общественности в честь 37-й годовщины со дня смерти Багха Джатина. Умер Таракнат по возвращении в Соединенные Штаты 22 декабря 1958 года в Нью-Йорке.
Таракнат Дас был известен в России благодаря переписке с Л. Н. Толстым.